# هوبرت والاس
هوبرت والاس (انگلیسی: Hubert Wallace; ۳ مارس ۱۸۹۹ – ۳ ژوئیهٔ ۱۹۸۴) قایقران قایق بادبانی اهل کانادا بود.